# Bootsy Thornton
Marvis Linwood Thornton III, plus connu sous le nom de Boosty Thornton, né le 30 juillet 1977 à Baltimore, est un joueur américain de basket-ball évoluant au poste d'arrière.

## Biographie
Thornton ne peut intégrer directement l'université et passe deux ans en Community College à Tallahassee.
Boosty Thornton rejoint le championnat universitaire NCAA et les Red Storm de Saint John en 1997. Il y joue 3 ans (1997-2000). En janvier 2001, il signe avec le club italien Pallacanestro Cantù dans lequel il reste 2 ans et demi. En 2003 il rejoint le club de Mens Sana Sienne avec lequel il joue pour la première fois l'Euroligue et remporte le championnat italien. Il y reste pendant deux ans et s'engage ensuite avec le FC Barcelone. En 2007, il reste en Espagne, mais joue du côté du CB Girona avec lequel il remporte l'EuroCoupe. Boosty Thornton retourne ensuite à Mens Sana Sienne. En 2008 il s'engage avec le club turc d'Efes Pilsen Istanbul.
En décembre 2013, il signe un contrat avec Strasbourg Illkirch-Graffenstaden Basket jusqu'à la fin de la saison. Il arrête sa carrière en juin 2014.

## Palmarès

### En club
- Champion d'Italie avec Mens Sana Sienne en 2004, 2008 et 2012
- Champion de Turquie avec Efes Pilsen Istanbul en 2009
- Vainqueur de l'EuroCoupe avec le CB Girona en 2007
- Vainqueur de la Supercoupe italienne en 2008
- Vainqueur de la coupe de Turquie en 2009
- Vainqueur de la coupe du Président de Turquie en 2009
- Vainqueur de la coupe d'Italie en 2012

### Distinctions personnelles
- Élu MVP du mois de février 2008 en Euroligue
- All-Euroleague Second Team (seconde équipe type de la compétition) en 2008
- All-Star d'Italie en 2004
- All-Star de Turquie en 2009
- Élu meilleur jeune de collège pour la saison 1997-1998[3],[4]
- All Big East 2nd Team pour la saison 1998-1999
- All Big East 3rd Team pour la saison 1999-2000